# 대원사 (완주군)
완주 대원사(完州 大院寺)는 대한민국 전북특별자치도 완주 구이면 원기리 997번지에 있는, 조계종 소속 사찰이다.
또한 지금은, 대한 불교 조계종 제17교구 본사(本寺)이기도 한, 금산사(金山寺)의 말사(末寺)이기도 하다.

## 주요 역사

### 완주 대원사의 창건 이전
일단, 전북특별자치도(全羅北道)의 완주군(完州郡)의 모악산(母岳山)의 동쪽 기슭에 위치한, 670년(신라 문무왕 9년)의 통일 신라 시대의, 대원사(大院寺)의 공동 창건자는, 고구려(高句麗) 시대 말기 고승(학덕 높은 승려)인, 보덕(普德) 화상의 제자였었던, 훗날 백제(百濟)를 거쳐 통일 신라(統一 新羅)로 귀화한 귀화자 출신인, 통일 신라 시대의 승려 3명, 그들인즉 일승(一乘), 심정(心正), 대원(大原) 등으로 알려져 있다. 일단, 공동 창건자는 이들 3명으로 알려져 있는데, 그들의 스승 보덕 화상이 650년(보장왕 8년, 의자왕 9년)에, 고구려(高句麗)를 마지막으로 등지며, 백제(百濟)의 사비(부소산성)로 떠날때에 동행하였으나, 여섯 해가 지난 훗날 656년(의자왕 15년)에 스승 보덕 화상이 백제를 처음으로 나섬과 함께 떠나면서 홀로 아스카 시대(일본)의 나라(奈良)로 11년 동안 떠나자, 오히려 따라가지 않으며, 같은 해에 백제 시대의 완산주(完山州)라는 지역으로 떠난 그들(일승, 심정, 대원)은 순전히 불교 수도 생활을 백제에서 새로 펼치며, 결국 660년(의자왕 19년, 태종 무열왕 6년)에 백제의 멸국(멸망)을 목도하였고, 스승 보덕 화상이 아스카 시대 나라(奈良)라는 지역을 떠난 이후, 667년(문무왕 6년)의 3월 3일, 통일 신라 완산주 경복사(景福寺) 등으로 이전하며, 이듬해 668년(문무왕 7년)에 고승 보덕 화상과 3제자(일승, 심정, 대원)가 다시 만나면서 잠시나마 해후를 하였으며, 이어 그들 4명 또한 같은 해(668년)에 통일 신라(統一 新羅)에서, 668년(문무왕 7년, 보장왕 26년)에 자신들의 고국 고구려의 멸국(멸망)을 목도하게 되었다.

### 창건 이후
완주 대원사의 창건(670년)과 훗날 거듭 증창 및 중건, 그리고 고려 및 조선 시대와 대한제국 시대의 특정 화젯거리
- 670년(문무왕 9년)에는, 옛 고구려 시대 말기의 불교 승려 출신의 통일 신라 초기 시대의 귀화한 불교 승려인 일승(一乘), 심정(心正), 대원(大原)이라는, 당대의 3대 불교 선사 등에 의해 670년, 대원사(大院寺)가 창건되었으며, 훗날 후백제 및 고려 시대에까지도 해당 사찰의 역대 승려들의 학덕(學德)이 드높아짐.

고려 시대
- 특히 훗날 고려(高麗) 시대 초기 때에는 1066년(문종 20년)에, 당시 38세 남짓의 국사 난원(爛圓, 속명: 이순(李淳), 생몰: 1029?~미상)[1] 스님이라는 국사와, 그의 생질(甥姪, 누나 부부의 아들.)인 당시 열두살 남짓 어린 시절의 의천(義天, 속명: 왕후(王煦), 생몰: 1055~1101)[2] 선사라는, 그 두 승려(僧侶)가 고려 완산주 대원사(大院寺)에서 달포간의 과객(過客)으로 있었으며, 그로 인하여 재차 새삼 유명해짐.
- 고려(高麗) 시대 중기 시절에는 1136년(인종 14년)에 고승 복세(福世, 속명: 왕징엄(王澄儼), 생몰: 1090~1141)[3] 선사라는 국사가 증창 및 재창건(재차 건립)하였고, 또한 해당 사찰의 명성이 견고해짐.
- 고려(高麗) 시대 말기 시절이기도 하던, 1374년(공민왕 23년)에 당시 55세 남짓의 혜근(惠勤, 속명: 아원혜(牙元惠), 생몰: 1320~1376) 선사라는 이가 중창(중건)하였으며, 견고한 해당 사찰의 명성은 조선 시대 초기에까지도 지속됨.

조선 시대
- 조선(朝鮮) 시대 초기 태종 치세 시절에는, 1415년(태종 15년)의 춘삼월 시에, 당시 37세 남짓의 왕족 영천군 이담(寧川君 李湛, 생몰: 1379~1431)과 열세살 남짓의 왕족 풍안군 이효손(豊安君 李孝孫, 생몰: 1403~1463)이라는 두 부자(父子)가 조선 전라도 완주 대원사(大院寺)에서 보름간의 과객(過客)으로 있었으며, 그로 인하여 또다시 유명해짐.
- 조선(朝鮮) 시대 중기 선조 치세 시절에는 1597년(선조 30년)에 정유재란(丁酉再亂)이라는 전란 등으로 인하여, 대원사(大院寺)가 왜적(倭賊)들한테 불탄 후, 잠시 9년 남짓 동안의 폐허가 됨.
- 한때 조선(朝鮮) 시대 중기 시절인 1604년(선조 37년)에 전라도 김제 만경면 화포리 출신의 고승 진묵(震默, 속명: 김일옥(金一玉), 생몰: 1562~1633)[4] 선사라는 대사가 전라도 완주 지역에 정착 직후, 1606년(선조 39년)에서부터 1612년(광해군 4년)에까지, 어언 6년 남짓 동안 대원사(大院寺)를 거듭 중건(증창 및 재건)하여, 1612년 당시에서부터 입적(하세)할 무렵 때까지 본격적으로 머물렀으며, 사찰의 명성이 거듭 견고해짐.
- 조선(朝鮮) 시대 중후기 시절인 1733년(영조 9년)에, 천조(千照, 속명: 김동명(金東明), 생몰: 1692~미상) 스님이라는 선사가 대원사(大院寺)의 대웅전 및 명부전 또한 모두 증건(증창 및 중건)하였음.
- 조선(朝鮮) 시대 말기 시절인 1886년(고종 23)에, 강원도 고성 건봉사(乾鳳寺)의 승려 출신이던 금곡(錦谷, 속명: 함광(咸洸), 생몰: 1835~미상) 스님이라는 선사가, 강원도 명주 지역의 거사 함수산(咸水山, 생몰: 1850~미상)과 함께 의기상투(意氣相投)하여, 전라도 완주 대원사(大院寺)에 칠성각(七星閣) 또한 짓고 전라도 김제 지역의 산내 암자인 내원암(內院庵)에 있던 염불당(念佛堂)은, 오히려 전라도 완주 지역의 대원사(大院寺)로 옮겨오기도 하였음.

대한제국 시대
- 훗날 1900년(광무 3년)의 대한제국(大韓帝國) 초기[5] 시대에는 종교사상가인 강증산(姜甑山, 본명: 강일순(姜一淳), 생몰: 1871~1909)이, 철학(哲學)의 도(道)를 깨우친 곳으로도 유명하다.[6]

## 대웅전관련
완주 대원사 대웅전 뒤편에 5층 석탑이 있으며, 높이가 238cm로, 2층의 기단 위에 5층을 세웠다.

## 같이 보기
- 완주 대원사 목조삼세불좌상
- 완주 대원사 용각부도